# Francesco Manno
Francesco Manno (* 20. Dezember 1754 in Palermo; † 18. Juni 1831 in Rom) war ein italienischer Maler und Architekt des Klassizismus auf Sizilien und in Rom.

## Leben

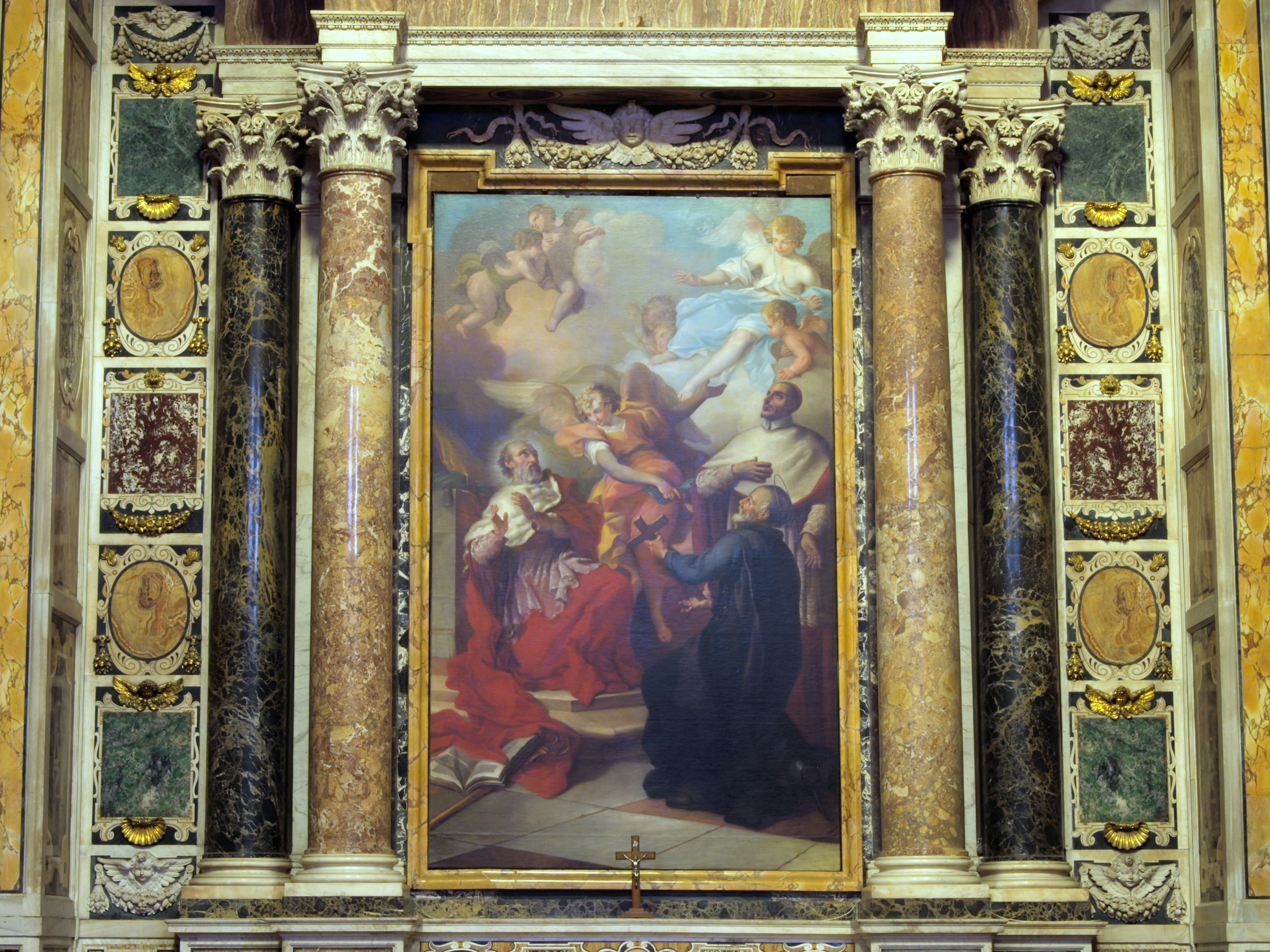
Gemälde in Sant’Andrea della Valle (Rom)

Francesco Manno lernte zunächst bei einem Goldschmied. Danach wechselte er für kurze Zeit in die Werkstatt zu Vito d’Anna. Nach dessen Tod 1769 schloss er sich dem Familienbetrieb seiner Brüder Antonio, Vincenzo (1760–1821) und Giuseppe an, der sich in Palermo zu einer der führenden Kunstwerkstätten des späten 18. Jahrhunderts entwickelte. 1786 ging er nach Rom zum Conca-Schüler und Kunstschriftsteller Francesco Preziado della Vega. Durch Vermittlung von Kardinal Maffei kam Manno in die berühmte Schule von Pompeo Batoni, durch den er sich künstlerisch weiterentwickelte.
Am 5. Juni 1786 erhielt er für sein Gemälde „Cloelia überquert den Tiber“ den ersten Preis von der Accademia di San Luca, deren Mitglied er am 19. Januar 1806 wurde. Am 10. August 1794 wurde er in Rom in die Päpstliche Akademie der schönen Künste und der Literatur aufgenommen, 1808, 1814 und 1821 war er ihr Regent.
Manno war einer der bevorzugten Maler des amtierenden Papstes Pius VI. (1775–1799), durch dessen Empfehlung er in Kirchen und Palästen Fresken und Tafelbilder malte. 1830 kehrte der betagte Künstler nach Sizilien zurück, wo er als seine letzten Arbeiten Fresken im erzbischöflichen Palast von Monreale fertigstellte. Er starb 1831 in Rom.

## Werke
- Santi XII Apostoli (Rom): Tafelbild Kreuzabnahme
- San Lorenzo in Lucina (Rom): Heiligsprechung des Francesco Caracciolo und die Dekoration der Kapelle von Alaleone Ruspali (1808)
- Palazzo Altieri (Rom): Supraporten (1793)
- Santi Vincenzo e Anastasio a Trevi (Rom): Gewölbefresken (1818)
- Quirinalspalast (Rom): Deckenfresken mit dem Urteil des Salomon und zwei allegorischen Tondi in der Sala degli Ambasciatori (1822–1823)
- Palazzo Arcivescovile (Monreale): Fresken in verschiedenen Räumen (1830)